# باب بارکر
باب بارکر (انگلیسی: Bob Barker؛ زادهٔ ۱۲ دسامبر ۱۹۲۳ – درگذشتهٔ ۲۶ اوت ۲۰۲۳) مجری تلویزیون و بازیگر تلویزیون اهل ایالات متحده آمریکا بود. وی از سال ۱۹۵۰ تا ۲۰۱۵ میلادی مشغول فعالیت بود.
وی مجری مراسم دوشیزه جهان و ملکه زیبایی ایالات متحده آمریکا از سال ۱۹۶۷ تا ۱۹۸۷ بود.

## زندگی شخصی و مرگ
بارکر با دوروتی جو گیدئون ازدواج کرد و از ۱۹۴۵ تا ۱۹۸۱ با او زندگی کرد تا اینکه دوروتی در سن ۵۷ سالگی بر اثر سرطان ریه درگذشت.
در ۲۶ اوت ۲۰۲۳ بارکر به دلایل طبیعی در خانه خود در هالیوود هیلز در سن ۹۹ سالگی درگذشت. او در کنار همسرش در پارک یادبود فارست لاون - هالیوود هیلز به خاک سپرده می‌شود.